# Tristearin
Tristearin ist eine chemische Verbindung aus der Gruppe der einfachen Triglyceride, wobei alle drei Hydroxygruppen des Glycerins mit der Stearinsäure verestert sind.

## Vorkommen und Gewinnung
Tristearin ist der Hauptbestandteil in Talg oder Nierentalg aus Schweinefett und kann daraus extrahiert werden. Im Gegensatz dazu werden Mono- und Distearin künstlich hergestellt. Die Darstellung des reinen Tristearin kann durch die katalytische Hydrierung des ungesättigten Triglycerids Trilinolein in n-Hexan als Lösungsmittel erfolgen.

## Eigenschaften
Tristearin ist ein kristalliner Feststoff, der in drei polymorphen Formen auftreten kann. Die α–Form schmilzt bei 54 °C mit einer Schmelzenthalpie von 145 kJ·mol−1. Der Schmelzpunkt der β–Form liegt bei 72 °C, wobei die Schmelzenthalpie 203 kJ·mol−1 beträgt. Eine intermediär herstellbare β'-Form besitzt einen Schmelzpunkt von 63,5 C und eine Schmelzenthalpie von 143 kJ·mol−1. Die Formen α und β' stehen monotrop zu Form β. Die β–Form ist die thermodynamisch stabile Form. Die α–Form bildet ein hexagonales Kristallgitter, wo die parallel liegenden Kohlenwasserstoffketten senkrecht zur Basisebene angeordnet sind. Bei der β–Form stehen die Kohlenwasserstoffgruppen gekippt zur Basisebene in einem triklinen Kristallgitter. Die Anordnung der Kohlenwasserstoffketten bei der β'–Form entspricht der β–Form, es wird aber ein orthorhombisches Kristallgitter gebildet. Die Verbindung ist schwer flüchtig. Die Dampfdrücke liegen im Temperaturbereich von 253 °C und 313 °C zwischen 1,3·10−3 mbar und 9,1·10−2 mbar. Die Dampfdruckfunktion ergibt sich nach August entsprechend log10(P) = −A/T+B (P in mmHg, T in K) mit A = 8750 und B = 16,60. Es ergibt sich eine Verdampfungsenthalpie von 167 kJ·mol−1.
Die Verbrennungsenthalpie des Feststoffes beträgt −35,807 kJ·mol−1.

## Verwendung
Der Ester wird auch als Formulierungshilfe in Medikamenten, als Emulgator und Kristallisationshilfe in Lebensmitteln, als Weichmacher, Schmierstoff und in Kosmetika verwendet. In den USA besitzt Tristearin den GRAS-Status (Generally Recognized As Safe) und wird in Mengen bis zu 3 % verschiedenen Lebensmitteln zugesetzt.